# El Rodeo, Morelia
El Rodeo är en ort i Mexiko.   Den ligger i kommunen Morelia och delstaten Michoacán de Ocampo, i den södra delen av landet, 230 km väster om huvudstaden Mexico City. El Rodeo ligger 1 918 meter över havet och antalet invånare är 126.
Terrängen runt El Rodeo är varierad. Runt El Rodeo är det tätbefolkat, med 493 invånare per kvadratkilometer. Närmaste större samhälle är Morelia, 11,5 km öster om El Rodeo. I omgivningarna runt El Rodeo växer huvudsakligen savannskog.